# Yorushika
 (février 2022).
La mise en forme du texte ne suit pas les recommandations de Wikipédia : il faut le « wikifier ».
Les points d'amélioration suivants sont les cas les plus fréquents. Le détail des points à revoir est peut-être précisé sur la page de discussion.
- Les titres sont pré-formatés par le logiciel. Ils ne sont ni en capitales, ni en gras.
- Le texte ne doit pas être écrit en capitales (les noms de famille non plus), ni en gras, ni en italique, ni en « petit »…
- Le gras n'est utilisé que pour surligner le titre de l'article dans l'introduction, une seule fois.
- L'italique est rarement utilisé : mots en langue étrangère, titres d'œuvres, noms de bateaux, etc.
- Les citations ne sont pas en italique mais en corps de texte normal. Elles sont entourées par des guillemets français : « et ».
- Les listes à puces sont à éviter, des paragraphes rédigés étant largement préférés. Les tableaux sont à réserver à la présentation de données structurées (résultats, etc.).
- Les appels de note de bas de page (petits chiffres en exposant, introduits par l'outil «  Source ») sont à placer entre la fin de phrase et le point final[comme ça].
- Les liens internes (vers d'autres articles de Wikipédia) sont à choisir avec parcimonie. Créez des liens vers des articles approfondissant le sujet. Les termes génériques sans rapport avec le sujet sont à éviter, ainsi que les répétitions de liens vers un même terme.
- Les liens externes sont à placer uniquement dans une section « Liens externes », à la fin de l'article. Ces liens sont à choisir avec parcimonie suivant les règles définies. Si un lien sert de source à l'article, son insertion dans le texte est à faire par les notes de bas de page.
- La présentation des références doit suivre les conventions bibliographiques. Il est recommandé d'utiliser les modèles {{Ouvrage}}, {{Chapitre}}, {{Article}}, {{Lien web}} et/ou {{Bibliographie}}. Le mode d'édition visuel peut mettre en forme automatiquement les références.
- Insérer une infobox (cadre d'informations à droite) n'est pas obligatoire pour parachever la mise en page.

Pour une aide détaillée, merci de consulter Aide:Wikification.
Si vous pensez que ces points ont été résolus, vous pouvez retirer ce bandeau et améliorer la mise en forme d'un autre article.
Yorushika (ヨルシカ) est un duo de rock crée en 2017 produit par Universal Music Japan. Le groupe est composé de N-buna, un ancien créateur de musique vocaloid, et Suis, une chanteuse. Ils sont connus pour leur musique "entraînante" et leurs paroles complexes, parlant d'émotions et de sentiments s'inspirant d'écrivains comme Masuji Ibuse et Jules Verne,. Leur nom Yorushika est tiré d'une parole de Ghost (雲と幽霊, Kumo to Yūrei): « Je ne peux dormir que la nuit » Yoru shika mō nemurezu ni (夜しかもう眠れずに). L'espèce d'œil dans le logo représente deux lunes et également les aiguilles d'une montre, montrant l'heure "de 6:00 à minuit".
Le duo est extrêmement discret, en ne révélant jamais publiquement leurs visages et en organisant peu de concerts. À ce jour, Yorushika n'a donné que peu de concerts, un en juillet 2017, un en août 2019, en janvier 2021, puis une tournée en 2022, en 2023 et deux en 2024.

## Historique

### Avant Yorushika
Avant la création de Yorushika, N-buna avait déjà un public important sur Niconico (un site Web japonais d'hébergement de vidéos) et a publié pour la première fois de la musique vocaloid sur la plate-forme en 2012. Sa chanson de 2013 Tōmei Elegy (透明エレジー)  a atteint la première place du classement vocaloid quotidien de la plateforme. De plus, il a produit deux albums via U&R Records, une filiale du propriétaire de Niconico, Dwango ,.

### Rencontre et succès
Selon une interview de Natalie, N-buna et Suis se sont rencontrés grâce à une connaissance ; Suis était une fan de longue date du travail de N-buna. Suis est apparue pour la première fois en tant que chanteuse invitée lors des deux concerts solo de N-buna à Tokyo,. N-buna a contacté Suis pour former Yorushika afin de trouver une voix « plus humaine » à utiliser dans sa musique, par opposition au vocaloid.
Depuis lors, le groupe a sorti trois EP et trois albums, qui figuraient tous à la fois sur le classement des albums Oricon et le classement Japan Hot 100 Albums. La popularité de Yorushika a augmenté de manière exponentielle, les critiques remarquant que les paroles semblaient toucher les jeunes.La chanson Tada Kimi ni Hare (ただ君に晴れ)  est également populaire sur TikTok.
Leurs visages et identités n'ont pas été révélés. Ils souhaitent que leur public écoute leur musique sans «préjugés». Ils ont déjà fait des représentations en personne, mais les règles des concerts au Japon permettent aux artistes de ne pas se montrer s'ils ne le souhaitent pas.
En 2019, le groupe a participé à un album hommage à Yōsui Inoue, dans lequel ils ont repris la chanson "Make-up Shadow".
En 2020, ils ont fourni la chanson thème Ghost in a Flower (花に亡霊, Hana ni Bōrei)  et son thème de fin Liar (嘘月, Usotsuki)  pour le film d'animation Loin de moi, près de toi.
En 2021, ils ont fourni le thème de fin Shonen Jidai à la version japonaise du film Disney Luca.
En 2022, ils ont produit la chanson thème "Confusion gauche-droite" (左右盲, Sayūmō) pour le film "Even If This Love Disappears From the World Tonight" et "Les fruits de la terre" (チノカテ, Chinokate) pour la série TV japonaise "Renovation like magic" (魔法のリノベ, Mahō no Rinobe).
En 2023, ils ont produit la chanson "Soleil couchant" (斜陽, Shayō), la chanson thème d'ouverture pour la première saison de la série animée The Dangers in My Heart, et la chanson "Télépathe" (テレパス, Terepasu), la chanson thème d'ouverture de la série animée Kaina of the Great Snow Sea.
En 2024, Yorushika a produit la chanson "Sunny" (晴る, Haru), le deuxième thème d'ouverture pour la série animée Frieren. Le 18 septembre 2024, le groupe a sorti une vidéo de leur tournée "La danse de la lune et du chat" Tsuki to neko no dansu (月と猫のダンス?), qui est maintenant disponible sur leur chaîne Youtube. Yorushika a aussi participé à un album hommage au groupe CreepHyp, dans lequel ils ont repris "Yū, Sansan" (憂、燦々). Ils ont aussi produit la chanson "Aporia" (アポリア), le thème de fin pour la série animée Du mouvement de la Terre dont la diffusion a commencé le 5 octobre 2024. De plus, ils ont annoncé produire le thème, intitulé "Taiyou" (太陽) pour le film appelé Seitai (正体), réalisé par Michihito Fujii.E.

## Membres
- n-buna (prononcé nabuna ) – musique, arrangement, paroles
- suis - chant

## Discographie

### EP
| Titre                                                      | Détails                                                   | Meilleures positions                      | Meilleures positions    |
| Titre                                                      | Détails                                                   | Classement hebdomadaire des Albums Oricon | Billboard Japan Hot 100 |
| ---------------------------------------------------------- | --------------------------------------------------------- | ----------------------------------------- | ----------------------- |
| Natsukusa ga Jyama wo Suru (夏草が邪魔をする)              | - Sortie : 28 juin 2017 - Label : U&R Records             | 32                                        | 35                      |
| Makeinu ni Encore wa Iranai (負け犬にアンコールはいらない) | - Sortie : 9 mai 2018 - Label : U&R Records               | 5                                         | 6                       |
| Creation (創作)                                            | - Sortie : 27 janvier 2021 - Label: Universal Music Japon | 4                                         | 4                       |

### Albums
| Titre | Détails de l'album                                         | Meilleures positions | Meilleures positions | Meilleures positions         |
| Titre | Détails de l'album                                         | JPN                  | JPN Hot Album        | TWN Album de l'Asie de l'Est |
| --- | ---------------------------------------------------------- | -------------------- | -------------------- | ---------------------------- |
| Dakara Boku wa Ongaku wo Yameta (だから僕は音楽を辞めた?) "Voilà pourquoi j'ai arrêté la musique" Dakara Boku wa Ongaku wo Yameta (だから僕は音楽を辞めた?) | • Sortie : 10 avril 2019 • Label : U&R Records             | 5                    | 5                    | —                            |
| Elma (エルマ?) "Elma" Elma (エルマ?) | • Sortie : 28 août 2019 • Label : Universal Music Japon    | 3                    | 2                    | —                            |
| Plagiarism (盗作?) "Plagiat" Tousaku (盗作?) | • Sortie : 29 juillet 2020 • Label : Universal Music Japon | 2                    | 1                    | 3                            |
| "Lanterne magique" Gentou (幻燈?) | • Sortie : 5 avril 2023 • Label : Universal Music Japon    | —                    | 523                  | —                            |

## Distinction
| Année | Événement                    | Récompense                    | Nomination    | Résultat |
| ----- | ---------------------------- | ----------------------------- | ------------- | -------- |
| 2020  | 34th Japan Gold Disc Award   | 5 meilleurs nouveaux artistes |               | Lauréat  |
| 2020  | 2020 MTV Europe Music Awards | Meilleur artiste japonais     |               | Nommé    |
| 2021  | 13e CD Shop Awards           | Finaliste                     | Tosaku (盗作) | Lauréat  |
| 2021  | Space Shower Music Awards    | Meilleur artiste pop          |               | Nommé    |